# San Francisco Atotonilco
San Francisco Atotonilco es una localidad de México perteneciente al municipio de Acaxochitlán en el estado de Hidalgo.

## Toponimia
San Francisco en honor al santo católico. Atotonilco del náhuatl: Atotonilli, Agua Caliente, Co, Lugar. Lugar de Agua Caliente. También “Lugar de aguas termales”: atl, agua; totonilli, caliente, y co, lugar. Se compone de atl, agua, de totonilli, caliente, y de co, en; y significa: En el agua caliente, donde hay aguas termales.

## Geografía
La localidad  se encuentra localizada en las coordenadas geográficas 20°11′41.966″N 98°9′5.912″O / 20.19499056, -98.15164222, con una altitud de 1781 m s. n. m. Se encuentra a una distancia aproximada de 10.75 kilómetros al noreste de la cabecera municipal, Acaxochitlán. Se encuentra en la región geográfica de la Sierra de Tenango.
En cuanto a fisiografía, se encuentra dentro de la provincia del Eje Neovolcánico dentro de la subprovincia de Lagos y Volcanes de Anáhuac; su terreno es de sierra. En lo que respecta a la hidrología se encuentra posicionado en la región Tuxpan-Nautla, dentro de la cuenca del río Cazones, en la subcuenca del río San Marcos. Cuenta con un clima templado húmedo con lluvias todo el año.

## Demografía
En 2020 registró una población de 1748 personas, lo que corresponde al 3.79 % de la población municipal, y de las cuales 801 son hombres y 947 son mujeres. Tiene 294 viviendas particulares habitadas.
| Gráfica de evolución demográfica de San Francisco Atotonilco entre 1900 y 2020               |
|                                                                                              |
| Población de los censos y conteos del Instituto Nacional de Estadística y Geografía (INEGI). |